# Эрран (коммуна)
Эрра́н (фр. и окс. Herran) — коммуна во Франции, находится в регионе Юг — Пиренеи. Департамент — Верхняя Гаронна. Входит в состав кантона Аспе. Округ коммуны — Сен-Годенс.
Код INSEE коммуны — 31236.

## География

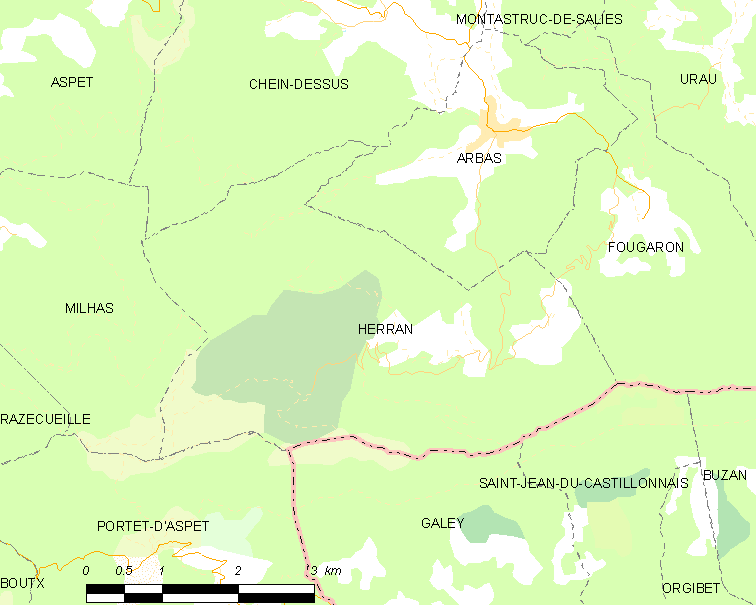
Карта коммуны

Коммуна расположена приблизительно в 670 км к югу от Парижа, в 85 км к юго-западу от Тулузы.
По территории коммуны протекают небольшие реки Арбас (англ. Arbas) и Сюржен (англ. Surgeint). Большую часть территории коммуны занимают леса.

## Климат
Климат умеренно-океанический. Зима мягкая и снежная, весна характеризуется сильными дождями и грозами, лето сухое и жаркое, осень солнечная. Преобладают сильные юго-восточные и северо-западные ветры.

## Население
Население коммуны на 2010 год составляло 68 человек.
| 1962 | 1968 | 1975 | 1982 | 1990 | 1999 | 2010 |
| ---- | ---- | ---- | ---- | ---- | ---- | ---- |
| 112  | 90   | 94   | 106  | 71   | 80   | 68   |

## Администрация
| Период | Период | Фамилия            | Партия                  | Примечания |
| ------ | ------ | ------------------ | ----------------------- | ---------- |
| 2001   | 2006   | Серж Рибе          | Социалистическая партия |            |
| 2006   | 2014   | Марсель Форес      |                         |            |
| 2014   | 2020   | Натали Огюстен-Руш |                         |            |

## Экономика
В 2010 году среди 44 человек трудоспособного возраста (15—64 лет) 34 были экономически активными, 10 — неактивными (показатель активности — 77,3 %, в 1999 году было 69,6 %). Из 34 активных жителей работали 28 человек (17 мужчин и 11 женщин), безработных было 6 (3 мужчин и 3 женщины). Среди 10 неактивных 0 человек были учениками или студентами, 8 — пенсионерами, 2 были неактивными по другим причинам.